# فافي
فافي هي مدينة من مدن البرتغال. يبلغ عدد سكانها 50,633 نسمة وذلك حسب إحصائيات سنة 2011. وتحتوي على 25 أبرشية.

## أعلام
- فرنسيسكو كاسترو
- فاسكو كروز
- ساندرو كونا
- فيتور كوستا
- مانويل آبرو

## وصلات خارجية
- الموقع الرسمي